# Хазов, Антон Геннадьевич
Анто́н Генна́дьевич Ха́зов (род. 28 апреля 1979, Калининград) — российский футболист, выступавший на позиции нападающего; тренер. Мастер спорта России.

## Клубная карьера

### «Торпедо-Виктория»

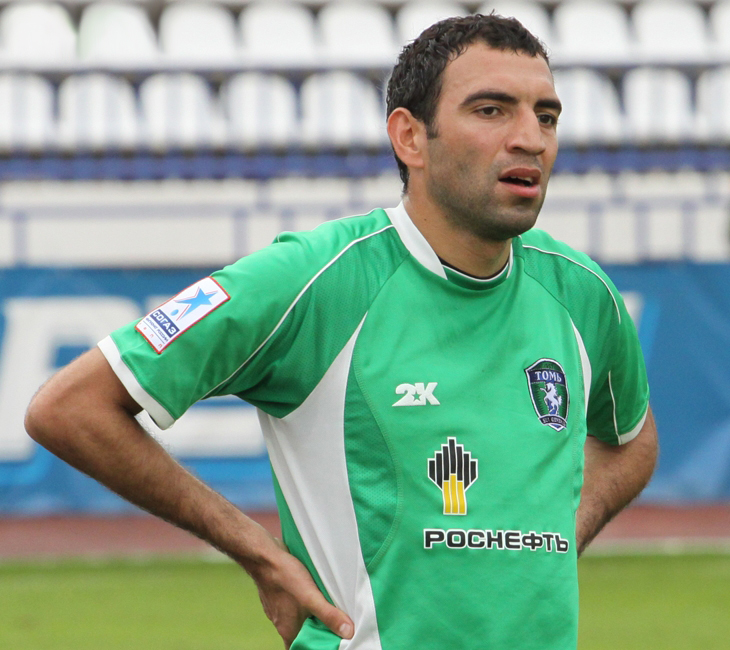
Антон Хазов в составе «Томи»

Начал профессиональную карьеру в нижегородском клубе «Торпедо-Виктория» в 1998 году. За три сезона Хазов провёл за клуб 69 матчей, забив 37 мячей. Особенно удачным для нападающего получился сезон 2000 года, когда он в 32 матчах забил 26 голов.

### «Динамо» (Москва)
В 2001 году Хазов перешёл в московское «Динамо». Дебютировал в высшей лиге 5 мая 2001 года в гостевом матче восьмого тура против «Черноморца». «Динамо» проигрывало 0:1, и вышедший на 58-й минуте Хазов на 83-й минуте забил гол и спас клуб от поражения. Всего в дебютном сезоне отметился 10 голами в 16 матчах. 8 ноября 2001 года забил 4 мяча в ворота «Факела», которые защищал Зураб Саная. Этот покер более 14 лет оставался последним для российских игроков в чемпионате России, пока в апреле 2016 года 4 мяча в ворота «Урала» не забил Фёдор Смолов из «Краснодара». В 2002 году отметился пятью голами в 26 матчах. Первую половину 2003 года Хазов провёл в «Динамо», где лишь трижды вышел на поле и не забил ни одного гола, после чего перешёл в «Шинник».

### «Шинник»
В составе клуба выступал до конца 2008 года, проведя за это время 135 матчей, забив 24 мяча в ворота соперников и став рекордсменом клуба по числу сыгранных матчей в Премьер-лиге.

### «Волга»
14 января 2009 года достиг договорённости о подписании контракта с нижегородской «Волгой». Основной причиной ухода из «Шинника» стало предложение игроку со стороны руководства клуба урезать зарплату на 40 %, тогда как Антон был готов к сокращению максимум на 20—25 %, так и не найдя с клубом компромисс по зарплате, Хазов принял решение вернуться в Нижний Новгород, где, к тому же, по его мнению, руководство области ставило перед командой серьёзные цели. В 2009 году Хазов забил 10 голов в 31 матче первого дивизиона, а в 2010 — 6 в 20 и помог своему клубу выйти в Премьер-лигу. Перед началом дебютного сезона клуба в Премьер-лиге был назначен капитаном «Волги». В 2011 году, выступая за «Волгу» в Премьер-лиге, Хазов забил лишь 2 гола в 26 матчах: в ворота «Ростова» и «Краснодара».

### 2012—2017
С февраля 2012 года перешёл «Томь». Первый гол забил 13 мая 2012 года в матче последнего тура чемпионата против «Ростова». В сезоне 2012/13 в первенстве ФНЛ забил три гола в 20 матчах.
Перед началом сезона 2013/14 перешёл в «Газовик» Оренбург.
В 2015 году на правах свободного агента перешёл в пензенский «Зенит».
В июне 2016 года подписал контракт с ФК «Олимпиец» сроком на один год. По итогам сезона вместе с командой вышел в ФНЛ и принял решение о завершении игровой карьеры.

## Карьера в сборной
В 1999 году играл в составе молодёжной сборной команды России на Кубке Содружества. 5 октября 2001 года сыграл в официальном матче отборочного турнира чемпионата Европы среди молодёжных команд против молодёжной сборной команды Швейцарии (3:3), выйдя на 85-й минуте на замену вместо Мурада Рамазанова.

## Тренерская карьера
После завершения карьеры игрока остался работать в клубе «Олимпиец» в качестве заместителя спортивного директора — руководителя программы развития молодёжного футбола. С июля 2018 года входил в тренерский штаб Дмитрия Черышева, затем — Роберта Евдокимова. 4 мая 2021 года стал исполняющим обязанности главного тренера после ухода Евдокимова. 11 ноября 2022 года вновь стал исполняющим обязанности главного тренера клуба «Пари Нижний Новгород» после ухода в отставку Михаила Галактионова.
После назначения Артёма Горлова на пост главного тренера «Пари Нижний Новгород» Хазов остался в структуре клуба, чтобы руководить программой развития молодёжного футбола и помогать тренерскому штабу молодёжной команды. В апреле 2023 года вошёл в тренерский штаб Сергея Юрана. 28 апреля 2024 года, после увольнения Юрана, Хазов стал исполнять обязанности главного тренера.

## Статистика
| Клуб             | Сезон            | Лига | Лига | Кубки | Кубки | Еврокубки | Еврокубки | Прочее | Прочее | Итого | Итого |
| Клуб             | Сезон            | Игры | Голы | Игры  | Голы  | Игры      | Голы      | Игры   | Голы   | Игры  | Голы  |
| ---------------- | ---------------- | ---- | ---- | ----- | ----- | --------- | --------- | ------ | ------ | ----- | ----- |
| Торпедо-Виктория | 1998             | 16   | 8    | 0     | 0     | 0         | 0         | 0      | 0      | 16    | 8     |
| Торпедо-Виктория | 1999             | 21   | 3    | 0     | 0     | 0         | 0         | 0      | 0      | 21    | 3     |
| Торпедо-Виктория | 2000             | 32   | 26   | 2     | 0     | 0         | 0         | 0      | 0      | 34    | 26    |
| Торпедо-Виктория | Итого            | 69   | 37   | 2     | 0     | 0         | 0         | 0      | 0      | 71    | 37    |
| Динамо (Москва)  | 2001             | 16   | 10   | 2     | 1     | 2         | 1         | 0      | 0      | 20    | 12    |
| Динамо (Москва)  | 2002             | 26   | 5    | 2     | 0     | 0         | 0         | 0      | 0      | 28    | 5     |
| Динамо (Москва)  | 2003             | 3    | 0    | 0     | 0     | 0         | 0         | 0      | 0      | 3     | 0     |
| Динамо (Москва)  | Итого            | 45   | 15   | 4     | 1     | 2         | 1         | 0      | 0      | 51    | 17    |
| Шинник           | 2003             | 14   | 3    | 1     | 2     | 0         | 0         | 0      | 0      | 15    | 5     |
| Шинник           | 2004             | 24   | 4    | 4     | 0     | 0         | 0         | 0      | 0      | 28    | 4     |
| Шинник           | 2005             | 29   | 5    | 1     | 0     | 0         | 0         | 0      | 0      | 30    | 5     |
| Шинник           | 2006             | 24   | 4    | 1     | 0     | 0         | 0         | 0      | 0      | 25    | 4     |
| Шинник           | 2007             | 20   | 6    | 2     | 1     | 0         | 0         | 0      | 0      | 22    | 7     |
| Шинник           | 2008             | 24   | 2    | 1     | 0     | 0         | 0         | 0      | 0      | 25    | 2     |
| Шинник           | Итого            | 135  | 24   | 10    | 3     | 0         | 0         | 0      | 0      | 145   | 27    |
| Волга (НН)       | 2009             | 31   | 10   | 0     | 0     | 0         | 0         | 0      | 0      | 31    | 10    |
| Волга (НН)       | 2010             | 20   | 6    | 2     | 1     | 0         | 0         | 0      | 0      | 22    | 7     |
| Волга (НН)       | 2011/12          | 26   | 2    | 2     | 0     | 0         | 0         | 0      | 0      | 28    | 2     |
| Волга (НН)       | Итого            | 77   | 18   | 4     | 1     | 0         | 0         | 0      | 0      | 81    | 19    |
| Томь             | 2011/12          | 11   | 1    | 0     | 0     | 0         | 0         | 0      | 0      | 11    | 1     |
| Томь             | 2012/13          | 20   | 3    | 1     | 0     | 0         | 0         | 0      | 0      | 21    | 3     |
| Томь             | Итого            | 31   | 4    | 1     | 0     | 0         | 0         | 0      | 0      | 32    | 4     |
| Газовик          | 2013/14          | 23   | 7    | 1     | 0     | 0         | 0         | 0      | 0      | 24    | 7     |
| Газовик          | 2014/15          | 12   | 0    | 1     | 0     | 0         | 0         | 0      | 0      | 13    | 0     |
| Газовик          | Итого            | 35   | 7    | 2     | 0     | 0         | 0         | 0      | 0      | 37    | 7     |
| Зенит (Пенза)    | 2015/16          | 17   | 4    | 0     | 0     | 0         | 0         | 0      | 0      | 17    | 4     |
| Зенит (Пенза)    | Итого            | 17   | 4    | 0     | 0     | 0         | 0         | 0      | 0      | 17    | 4     |
| Олимпиец         | 2016/17          | 16   | 2    | 1     | 0     | 0         | 0         | 0      | 0      | 17    | 2     |
| Олимпиец         | Итого            | 16   | 2    | 1     | 0     | 0         | 0         | 0      | 0      | 17    | 2     |
| Всего за карьеру | Всего за карьеру | 425  | 111  | 24    | 5     | 2         | 1         | 0      | 0      | 451   | 117   |

## Достижения
«Шинник»
Первый дивизион
- Победитель: 2007

«Волга»
Первый дивизион
- Победитель: 2010

«Томь»
Первенство ФНЛ
- Серебряный призёр: 2012/13

«Олимпиец»
Первенство ПФЛ (Зона «Урал-Приволжье»)
- Победитель: 2016/17